# Los Palos Grandes

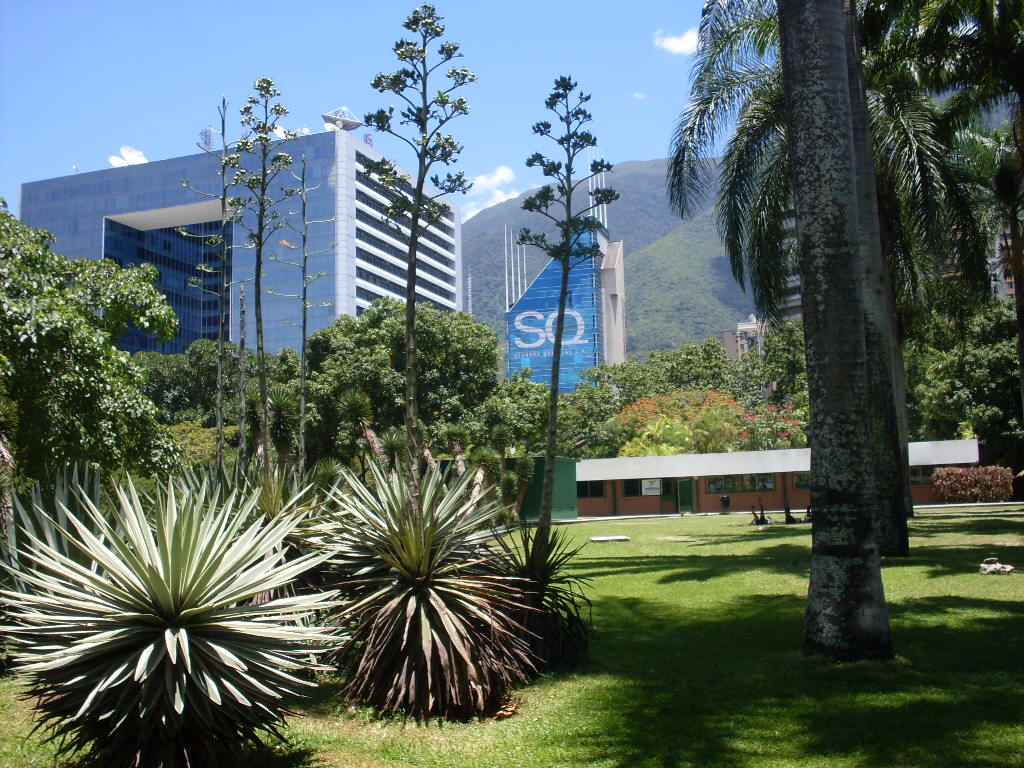
Parque Cristal nos Palos Grandes visto desde o Parque del Este

Los Palos Grandes é uma urbanização residencial, turística e empresarial situada no Município Chacao ao leste de Caracas, servida pela estação Miranda da linha 1 do Metro de Caracas.

## Características
Los Palos Grandes constitui um foco turístico da cidade graças à famosa "Quadra Gastronómica" com seus numerosos restaurantes de gastronomia nacional e internacional, os seus cafés e seus lugares recreativos, entre os que destacam o Parque Generalísimo Francisco de Miranda e a Praça Los Palos Grandes com o seu centro de leitura. Esta urbanização alberga ao sul da sua extensão numerosas torres empresariais, entre elas, o conjunto de escritórios de Parque Cristal. Este sector caraquenho também alberga as embaixadas da ONU, Uruguai, República Dominicana e Equador.
Limita ao norte com o Parque nacional El Ávila, ao sul com o Parque Generalísimo Francisco de Miranda e a urbanização A Floresta, ao leste com a urbanização Sebucán (pertencente ao Município Sucre) e ao oeste com a urbanização Altamira. Pelo seu território discorre a quebrada Sebucán, pequeno curso de água que desemboca no Rio Guaire.

## Obras patrimoniais em construção
Entre as obras patrimoniais no área da urbanização Los Palos Grandes encontram-se seguintes edificações de uso público: Centro Catalão, antigo Clube Los Pales Grandes, Centro Plaza, Edifício Mene Grande, Edifício Atlantic, Torre HP, Parque Cristal, Torre Telefónica. Em construções residenciais têm-se: Edifício Texas, Edifício Dallas, Edifício Niza, e a Casa González Gorrondona.

## Galeria

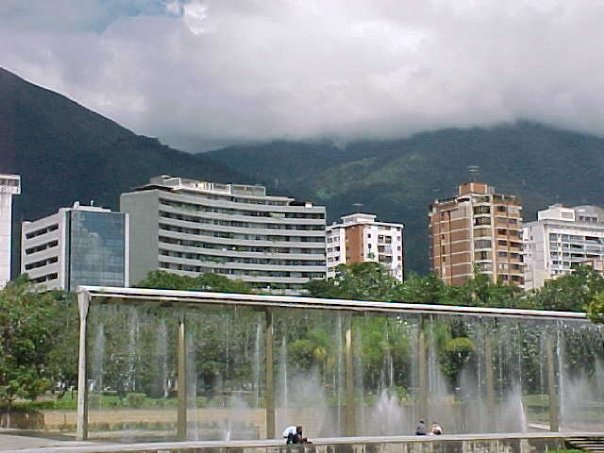
Edifícios residenciais vistos desde o Parque do Leste.
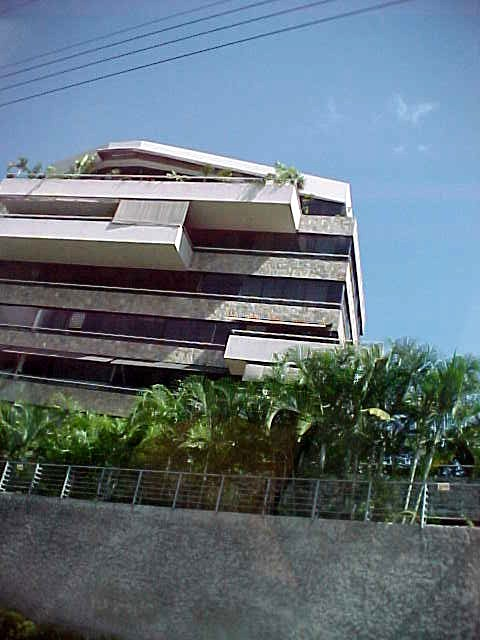
Edifícios residenciais sector norte.
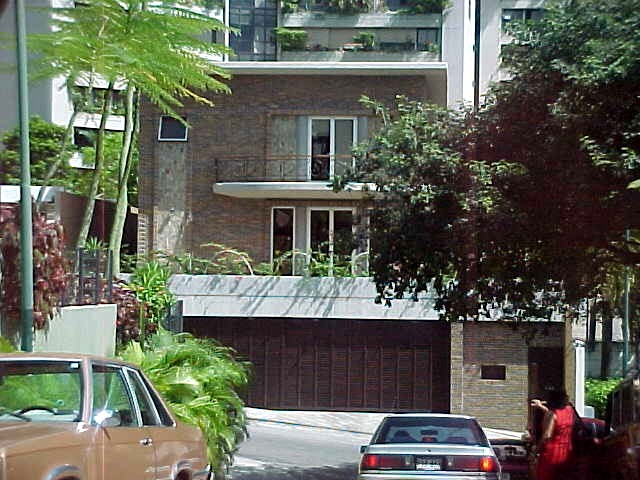
Edifícios residenciais sector norte.
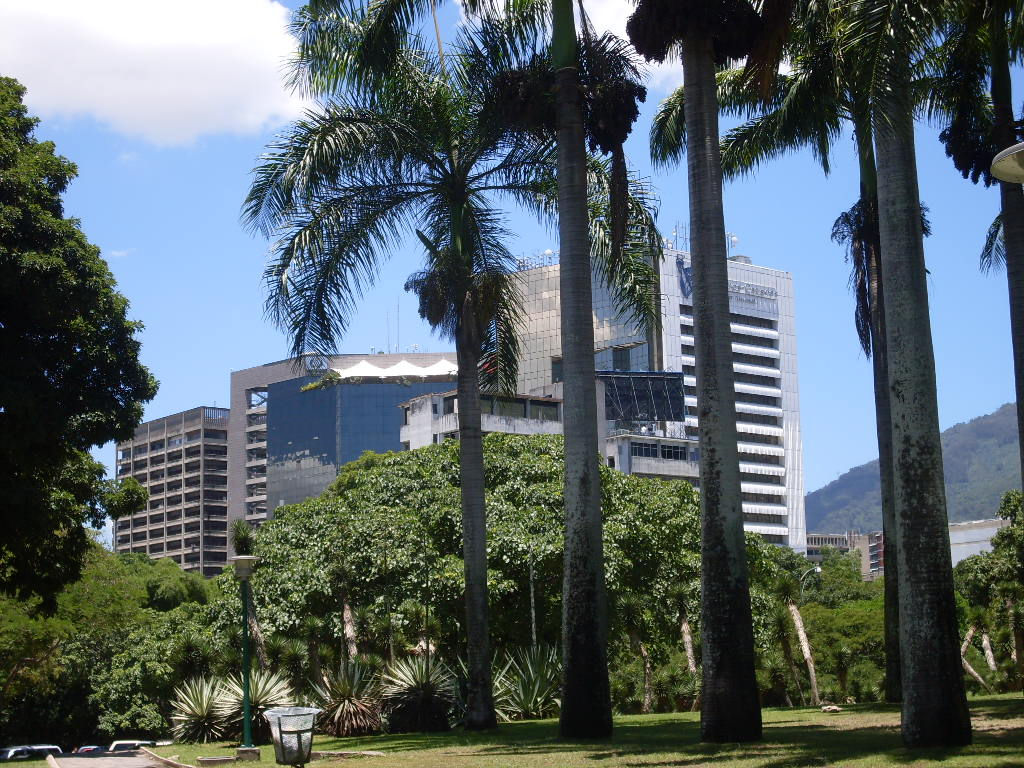
Edifícios comerciais vistos desde o Parque do Leste.
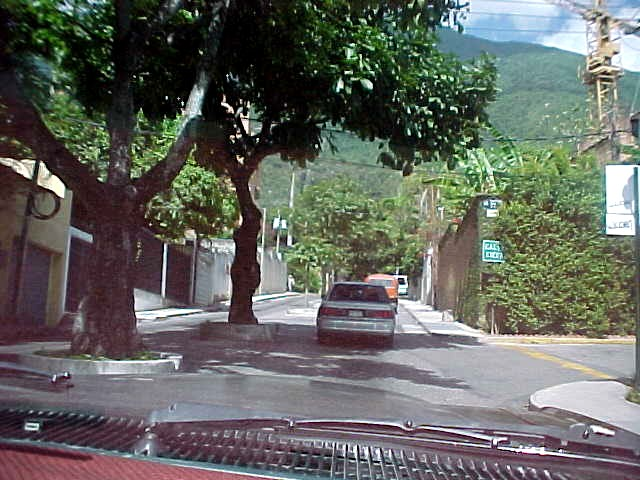
Cale do Pau Grandes
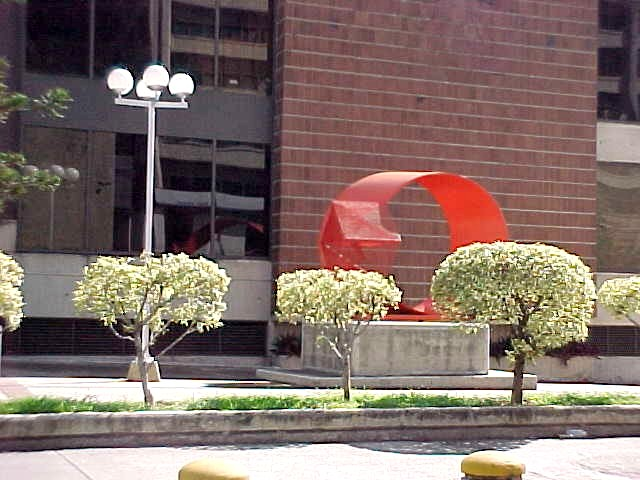
Escultura na avenida Francisco de Miranda.
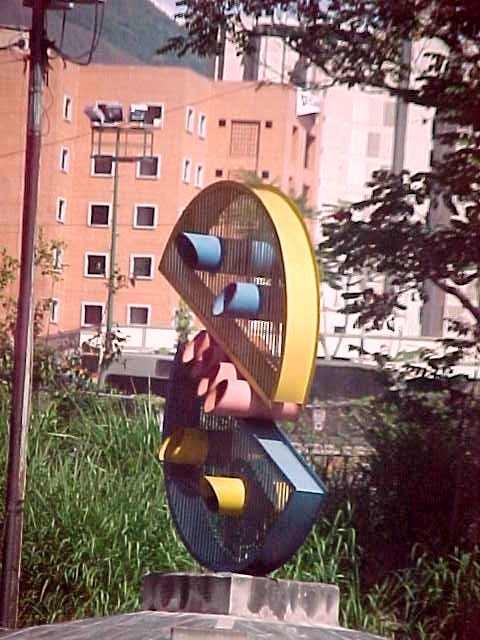
Escultura na avenida Francisco de Miranda.
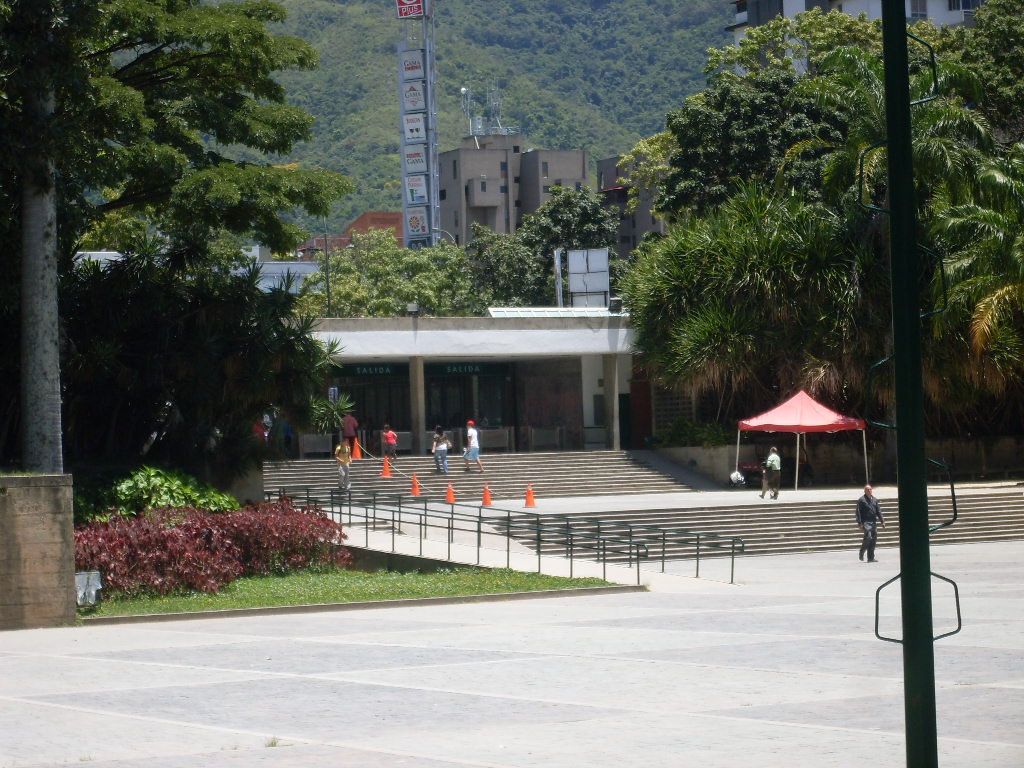
Entrado norte Parque Generalísimo Francisco de Miranda.
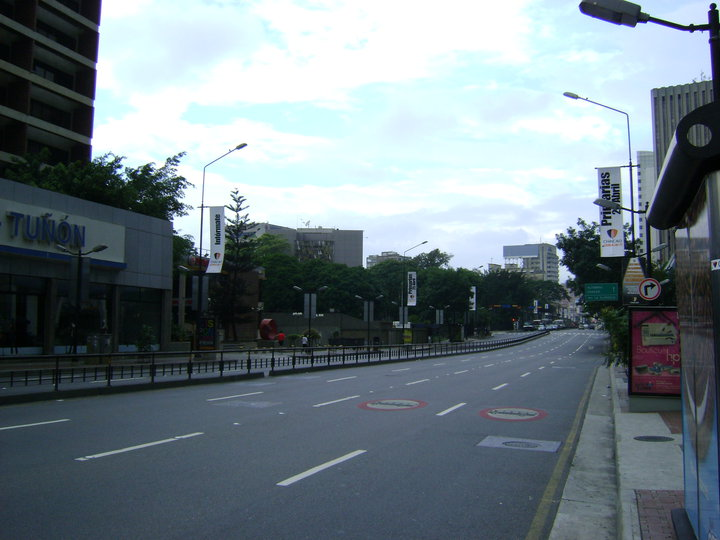
Avenida Francisco de Miranda a nível dos Palos Grandes.
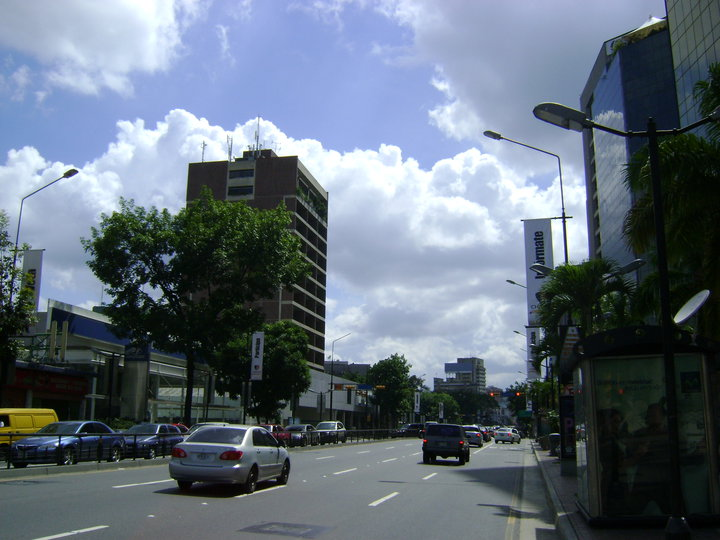
Avenida Francisco de Miranda a nível dos Palos Grandes.
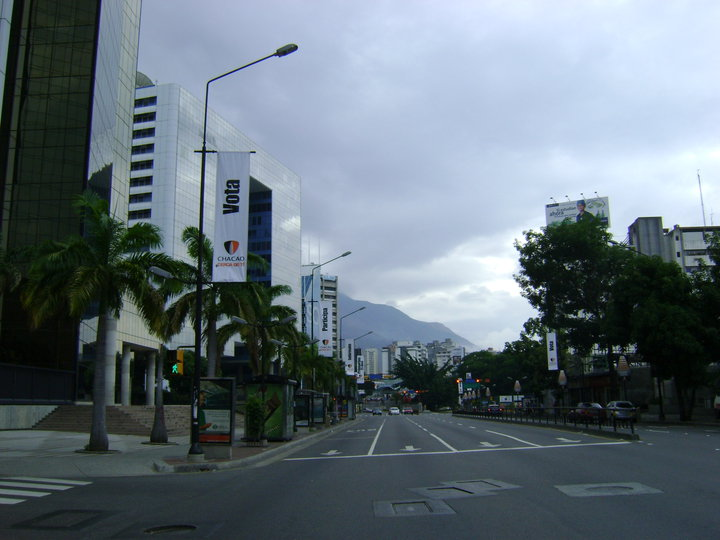
Avenida Francisco de Miranda a nível dos Palos Grandes.
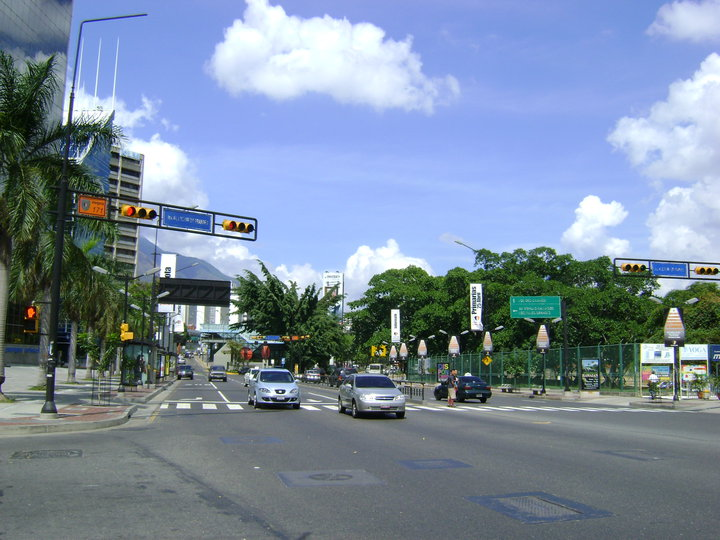
Avenida Francisco de Miranda a nível dos Palos Grandes.